# Чин Ынсук
Чин Ынсук (кор. 진은숙?, 陳銀淑?, нем. Unsuk Chin; 14 июля 1961, Сеул) — южнокорейский композитор. Живёт в Берлине.

## Биография
Чин Ынсук родилась в Сеуле в 1961 году. Изучала композицию в Сеульском национальном университете у Кан Сукхи и выиграла несколько международных премий в возрасте 20 лет. В 1985 году получила академический грант на обучение в Германии. Изучала композицию в Гамбургской высшей школе музыки у Д. Лигети с 1985 по 1988 год, что во многом определило её творческое развитие. В 1988 году Чин Ынсук работала в качестве внештатного композитора в студии электронной музыки Берлинского технического университета. Её первая большая оркестровая пьеса «Troerinnen» (1986) для женских голосов была впервые представлена Бергенским филармоническим оркестром в 1990 году.

## Признание
Лауреат международного конкурса Гаудеамус (1985), Премии Гравемайера (2004, за концерт для скрипки с оркестром), премии Арнольда Шёнберга, премии г. Гейдельберг (2007), премия Фонда принца Монакского (2010), корейской премии Хо-Ам (2012).

## Творческое сотрудничество
Произведения Чин Ынсук исполняют Кент Нагано, Саймон Реттл, Кронос-квартет, Ensemble Intercontemporain, Ensemble Modern, Лондонская симфониетта.

## Сочинения
- Троянки для трёх сопрано, женского хора и оркестра, по Еврипиду (1986, ред. 1990)
- Gradus ad Infinitum для магнитофонной ленты (1989, ред. 1990)
- El aliento de la sombra для магнитофонной ленты (1991—1992)
- Akrostichon-Wortspiel для сопрано и ансамбля на тексты Михаэля Энде и Льюиса Кэрролла (1991—1993)
- Fantaisie mécanique для трубы, тромбона, двух ударных и фортепиано (1994)
- Allegro ma non troppo для ударных и магнитофонной ленты (1994—1998)
- Этюды для фортепиано (1995—2003)
- ParaMetaString для струнного квартета и электроники (1995)
- Концерт для фортепиано и оркестра (1996—1997)
- Xi для ансамбля и электроники (1998, первая премия на Международном конкурсе электроакустической музыки в Бурже, 1999)
- Зеркала времени для четырёх женских голосов и оркестра (1999—2000)
- Kalá для сопрано, баса, хора и оркестра на текесты Уники Цюрн, Карло Михельштедтера, Пааво Хаавикко и др. (2000—2001)
- Концерт для скрипки и оркестра (2001, премия Гравемайера, 2004)
- Двойной концерт для фортепиано, перкуссии и ансамбля (2002)
- snagS&Snarls, сцены из «Алисы в Стране Чудес» для сопрано и оркестра (2004)
- Cantatrix Sopranica для трёх голосов и ансамбля (2005)
- Double Bind? для скрипки и живой электроники (2006—2007)
- Алиса в Стране Чудес, опера (2007, премьера состоялась в Баварской государственной опере, дирижёр — Кент Нагано)
- Gougalön, сцены для уличного театра (2009)
- Fanfare chimérique для двух разделенных духовых ансамблей и живой электроники (2010—2011)
- cosmigimmicks, музыкальная пантомима для семи инструменталистов (2012)
- Концерт для виолончели и оркестра (2013)